# S.P.Q.R. - 2000 e ½ anni fa
S.P.Q.R. - 2000 e ½ anni fa è un film del 1994 diretto da Carlo Vanzina.
La sceneggiatura è basata sulla trasposizione delle vicende di mani pulite nell'età della Roma antica, nel tentativo semiserio di dimostrare che l'allegra gestione della cosa pubblica ha subito ben poche mutazioni negli ultimi due millenni.

## Trama

### Introduzione
71 a.C. Il corrotto senatore Cesare Atticus è in vacanza al mare con l'amante Ottavia, che mantiene mentre è a sua volta mantenuto dalla moglie Cornelia. L'uomo viene richiamato a Roma dal capo del suo partito, il senatore Lucio Cinico. Lungo il tragitto sulla via Appia si scontra con il carro del magistrato Antonio Servilio, giunto da Mediolanum. Come se non bastasse, poco dopo Servilio scopre che l'appartamento da lui preso in affitto, per giunta in nero, è di proprietà dello stesso Atticus. I due si scontrano nuovamente qualche giorno dopo sugli spalti del Colosseo nel corso della partita di Coppa della Repubblica tra Roma e Mediolanum, circostanza che fa aumentare l'odio tra i due.

### La confessione di Ottavia
Intanto Atticus, stanco delle pretese di Ottavia, liquida l'amante sostituendola con la modella egizia Iside a cui dà pure la casa già occupata da Ottavia. Questa, per vendicarsi, spiffera a Servilio alcuni segreti di Atticus che potrebbero farlo finire nei guai. Infatti, grazie alle informazioni ricevute, Servilio si presenta con un avviso di garanzia a casa di Atticus che, messo con le spalle al muro, cerca in ogni modo, ma senza successo, di corrompere l'irreprensibile giudice, arrivando pure ad usare il fatto che tra i loro figli (compagni di classe) sta nascendo qualcosa. Servilio non recede, inoltre vieta alla figlia di frequentare il figlio di Atticus.

### Poppea
Per evitare la galera, Atticus si rivolge al senatore Cinico, che gli consiglia di screditare Servilio. Così, dopo essersi accordato con il gestore di un bordello, assolda la prostituta Poppea, per adescare Servilio: il piano riesce e Servilio finisce con l'accettare l'invito a cena a casa di Poppea, che crede una nobile vedova, non sapendo di finire invece in un bordello dove viene colto in flagrante da Atticus e dal procuratore capo che, dopo essersi scusato con Atticus, spedisce il povero Servilio in Sicilia, nell'isola Filicudi.

### Il ritorno a Roma
Confinato in Sicilia, per Antonio ogni ambizione sembra perduta, finché un giorno assiste inaspettatamente ad una lite tra un contadino e i "picciotti" di don Varrone, governatore dell'isola, per la riscossione di alcuni tributi; l'insospettito Servilio chiede spiegazioni, ricevendo un omertoso silenzio come riposta, ma Leoluca, il figlio del contadino, stanco dei soprusi decide di parlare: la sua denuncia permette ad Antonio di ottenere la confessione di Varrone, che indica Atticus collegato alla criminalità del paese e permette così a Servilio di tornare a Roma con nuove e più solide accuse verso il suo nemico.

### L'alleanza tra Servilio e Atticus
Con il "problema" Servilio da risolvere nuovamente, stavolta Cinico consiglia ad Atticus una soluzione definitiva: uccidere o far uccidere il suo accusatore. Seppur restio, Atticus accetta, lanciando serpenti nell'ufficio del giudice, ma desiste quando suo figlio Alessio entra inaspettatamente nell'ufficio. Antonio intende incastrare il vero responsabile di tutto, il senatore Cinico, e i due si alleano allo scopo; spacciandosi per cuoche sotto i falsi nomi di Lella e Nella, entrano a casa di Cinico e si impossessano del libro su cui il senatore tiene la contabilità in nero riuscendo a portarlo, dopo un inseguimento con Cinico, al procuratore capo.

### Epilogo
Al processo, durante il quale Cesare confessa tutto, Antonio chiede per Atticus l'assoluzione, a patto che restituisca quanto sottratto allo Stato, e la condanna per Cinico; ma il senatore, grazie a un'arringa assai persuasiva, riesce a convincere i giurati che i suoi crimini sono serviti per il benessere generale dei cittadini romani, e sia Cesare che Antonio vengono condannati ai lavori forzati. Come se non bastasse, i due finiscono per prendere parte alla rivolta di Spartaco, venendo sconfitti e crocifissi sulla via Appia, dove si erano scontrati la prima volta. Sulla croce, Antonio spera che ci possa essere in futuro un mondo migliore senza corruzione; la scena si sposta 2000 anni dopo dove, puntualmente, si ripete lo scontro tra i loro discendenti.

## Produzione
Il film è stato girato alla discoteca Baia Imperiale a Gabicce Mare, a Castel Porziano, a Ferentino, a Montalto di Castro, a Canino, a Tuscania, nelle isole di Filicudi e a Capri; a Roma è stato girato a Cinecittà, al Vittoriano e alla British School at Rome.

## Colonna sonora
Nel film sono presenti diverse canzoni dance anni '90 tra cui Move It Up dei Cappella, The Summer Is Magic dei Playahitty e Dreams (Will Come Alive) dei 2 Brothers on the 4th Floor.

## Distribuzione
Il film è uscito nelle sale Italiane il 16 dicembre 1994.

## Accoglienza
La critica è stata positiva nei confronti del film, ma generalmente si è rimproverato al regista l'impiego di Leslie Nielsen, poco convincente nei panni dell'antico romano, e la mediocre riuscita della satira politica e di costume rispetto al potenziale che il soggetto offriva.

## Influenza culturale
In seguito al successo ottenuto dal film, nel 1998 venne realizzata la miniserie televisiva S.P.Q.R. con Antonello Fassari e Nino Frassica. Dal film sono presenti Nadia Rinaldi, Francesco De Rosa, Fabio Grossi e Ugo Conti sotto altri ruoli, anche se la Rinaldi, essenzialmente, fa lo stesso ruolo che ha nel film, ovvero la moglie del protagonista.